# هيلولا

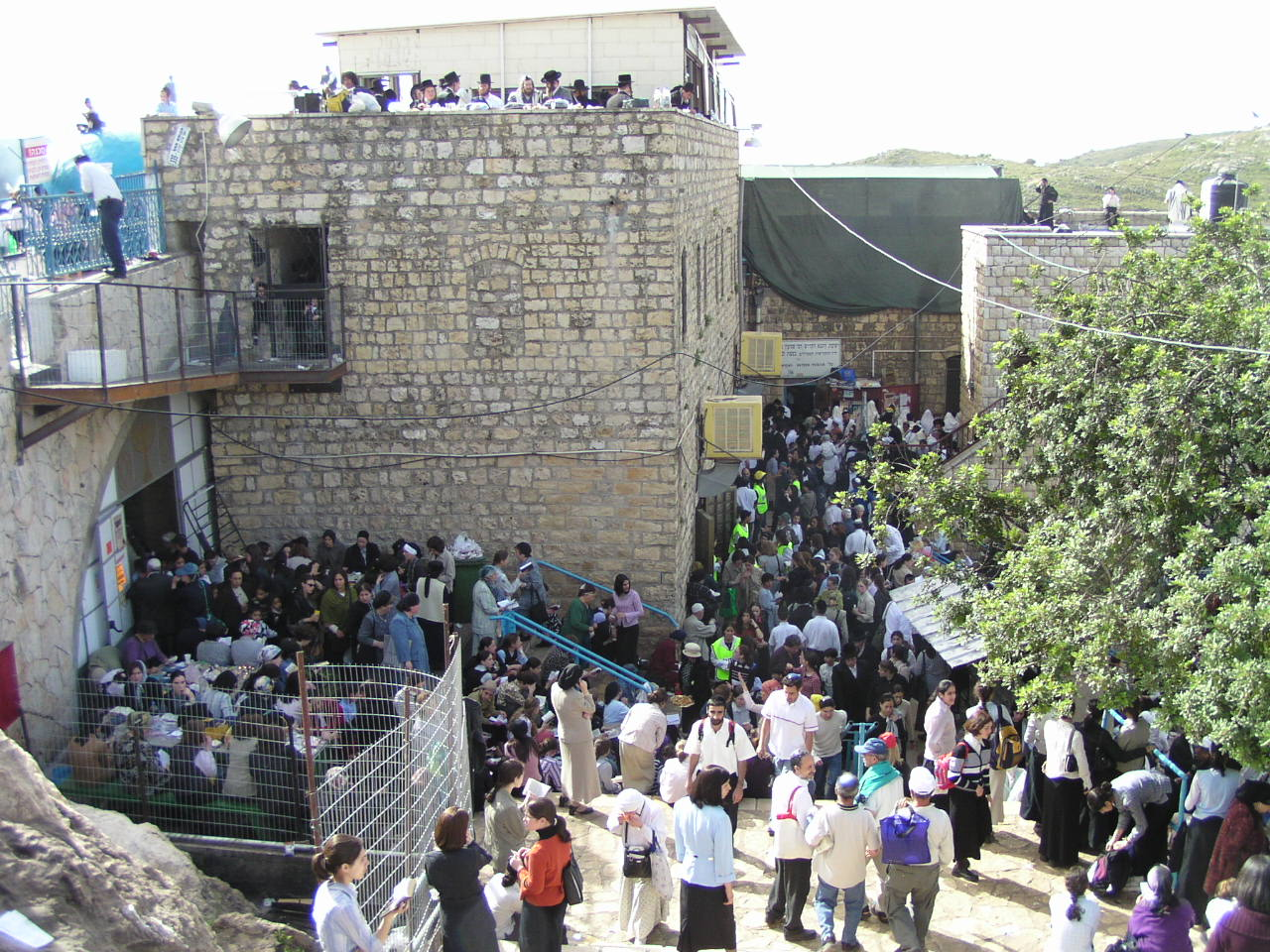
قبر الحاخام شمعون بار يوحنا في ميرون خلال هيلولا، في بحيرة بعمر.

هيلولا (הילולא) أو موسم الحاخام داود بن باروخ هاك كوهي هو موسم حجيج اليهود المغاربة المقيمين بالمغرب وخارجه بدوار تنزرت في ضواحي تارودانت جنوب المغرب في منتصف كل دجنبر منذ 225 سنة.
وتنطلق طقوس للهيلولا سنويا بشكل رسمي، حسب السنة القمرية اليهودية، كل يوم 3 "طبيبط"، الذي غالبا ما يتزامن مع الثلث الأخير لشهر دجنبر من كل سنة، وتستمر احتفالاته على مدار أسبوع.

## مصدر
- مقالة من جريدة الصحراء المغربية